# Feltherrens Fodregiment

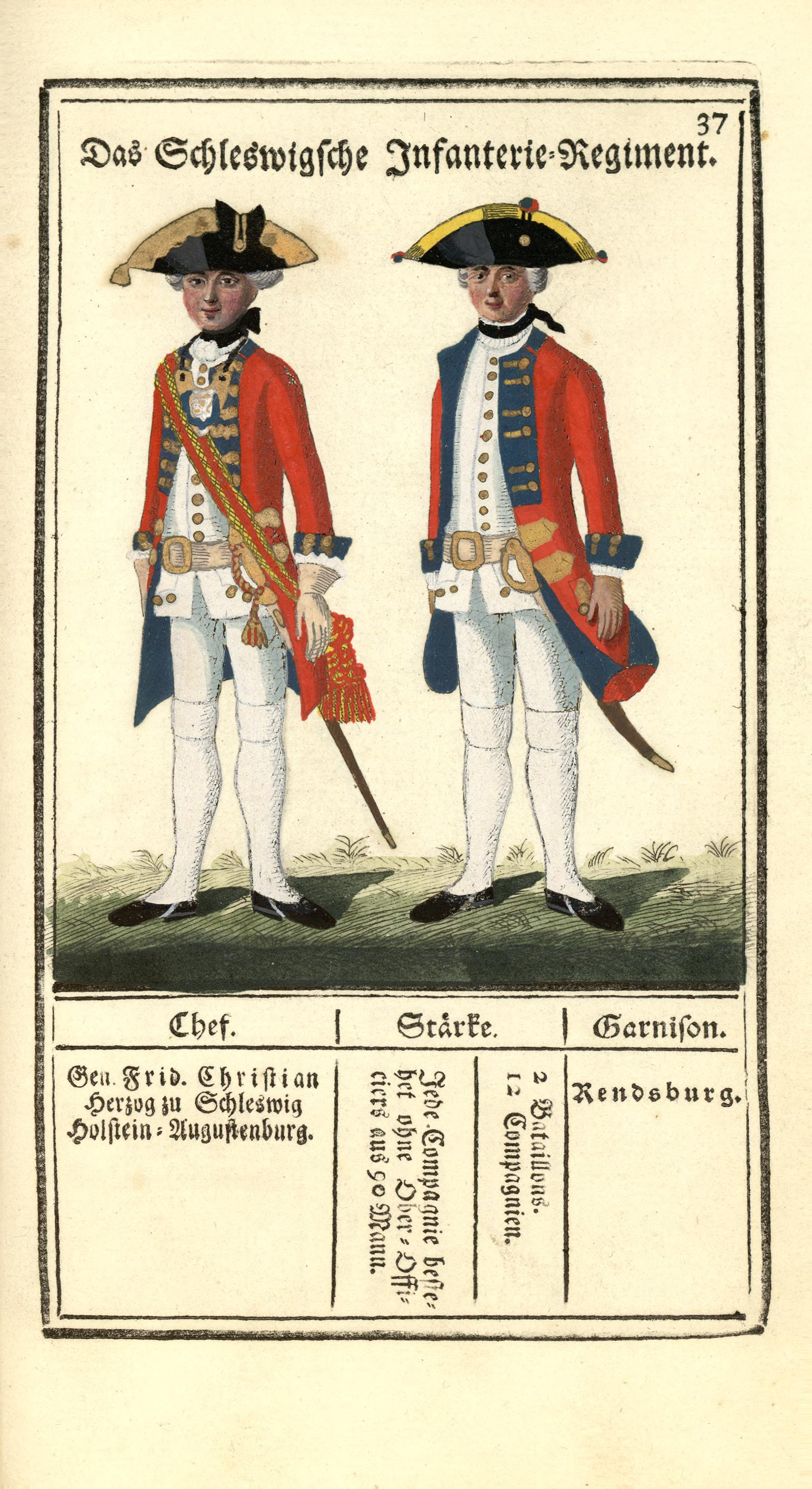
Feltherrens Fodregiment uniformer omkring 1760 till 1761 (då benämnt Slesvigske Infanteriregiment).

Feltherrens Fodregiment (på svenska: Fältherrens fotregemente), officiellt 10. Regiment, var ett danskt infanteriregemente som var verksamt under olika namn mellan 1703 och 1961.

## Historia
Regementet upprättades den 1 mars 1703 i Italien under det Spanska tronföljdskriget som en del av den danska kår som hyrts ut av den danske kungen Fredrik IV till tysk-romerske kejsaren Josef I. Regementet bildades genom att slå samman en bataljon från Prins Georgs Regiment, Dronningens Livregiment och Marineregimentet och fick namnet 1 Danske Infanteriregiment. När Fredrik IV beslutade sig för att åter bege sig in i Stora nordiska kriget kallades regementet hem för att delta i det danska försöket att återta Skånelandskapen. Fälttåget slutade i det katastrofala nederlaget vid Slaget vid Helsingborg. Senare har regementet stridit i Slesvig-holsteinska kriget (1848–1850) och Dansk-tyska kriget (1864). Regementets fana bär namnen Gadebusch 1712, Fredericia 1848 och Dybbøl 1864.
Förbandet har varit garnisonerade i Holstein, på Sønderjylland och på Nørrejylland, samt en kort tid i Köpenhamn. Efter Dansk-tyska kriget 1864 var regementet garnisonerat i Ålborg, från 1938 i Viborg och från 1 januari 1952 åter i Ålborg. Den 1 september 1961 uppgick regementet i 8. Regiment (Dronningens Livregiment).